# Georges Abolin
 (novembre 2018).
Georges Abolin, né à Bron le 9 mai 1969, est un dessinateur et scénariste de bandes dessinées français.
Il est notamment l'auteur avec Olivier Pont, d’Où le regard ne porte pas..., diptyque paru en 2004 aux éditions Dargaud, dans la collection « Long courrier », qui vaut aux auteurs le Grand prix RTL de la bande dessinée.

## Biographie
Georges Abolin et Olivier Pont sont des amis d'enfance ayant suivi la même trajectoire : ils ont fréquenté l'École des Gobelins puis débutent dans le dessin animé à Londres pour les studios Amblimation et deviennent animateurs avec Fievel au Far West. Ils lancent ensemble leur première bande dessinée, Kucek (Vents d'Ouest), dont le tome 1 paraît en 1993. Abolin est employé, à partir de 1992, en Australie par les studios Disney, où il reste deux ans. Revenu à Paris, il intègre les Studios Disney de Montreuil, participant à diverses productions en 2D. Avec Pont au dessin et Jean-Jacques Chagnaud (couleurs), Abolin entreprend le diptyque Où le regard ne porte pas..., paru en 2004,. L'accueil critique est favorable et l'ouvrage obtient le premier Grand prix RTL de la bande dessinée ainsi que le Prix Saint-Michel du meilleur album francophone.
Inspiré par un voyage en Martinique, Abolin imagine avec Pont Totale Maîtrise, bande dessinée humoristique portant sur les sports de glisse. La série connaît un second tome, tiré à 10 000 exemplaires. Le troisième album reçoit un accueil mitigé sur BD Gest. La série compte en 2011 cinq tomes, publiés par Vents d'Ouest. En parallèle à cette série, Abolin collabore toujours avec les Studios Disney. Par la suite, il lance avec le scénariste Pierre Boisserie le diptyque Patxi Babel (Dargaud), portant sur le surf et se déroulant à Biarritz ; le premier tome paraît en 2014,.

## Publications
- Kucek, dessin d'Olivier Pont, éd. Vents d'Ouest[9].

1. Princesse Salima, 1993
2. Kanchak le fourbe, 1995
3. L'élu, 1996

- Totale maîtrise, scénario d'Olivier Pont, éd. Vents d'Ouest

1. Totale maîtrise, 2001
2. Avalanche riders, 2001
3. Hawaiian style, 2006
4. Peuf Daddy, 2007
5. Australia Baby, 2011

- Où le regard ne porte pas... , dessin d'Olivier Pont, Ed. Dargaud. Édition intégrale parue en 2005

1. Où le regard ne porte pas... , 2004[2]
2. Où le regard ne porte pas... , 2004[3],[10]

- Patxi Babel, avec Pierre Boisserie (scénario), (Dargaud)

1. La vague, 2014
2. Maïtasun, 2015

- Route 66 , dessin et scenario de Georges Abolin, couleur de Laurence Croix et Richard Després, Bamboo Édition[11],[12]

## Prix et récompenses
- 2004 : 
  - Grand prix RTL de la bande dessinée, avec Olivier Pont, pour Où le regard ne porte pas...[4]
  - Prix Saint-Michel du meilleur album francophone[5]